# Население округа Керн

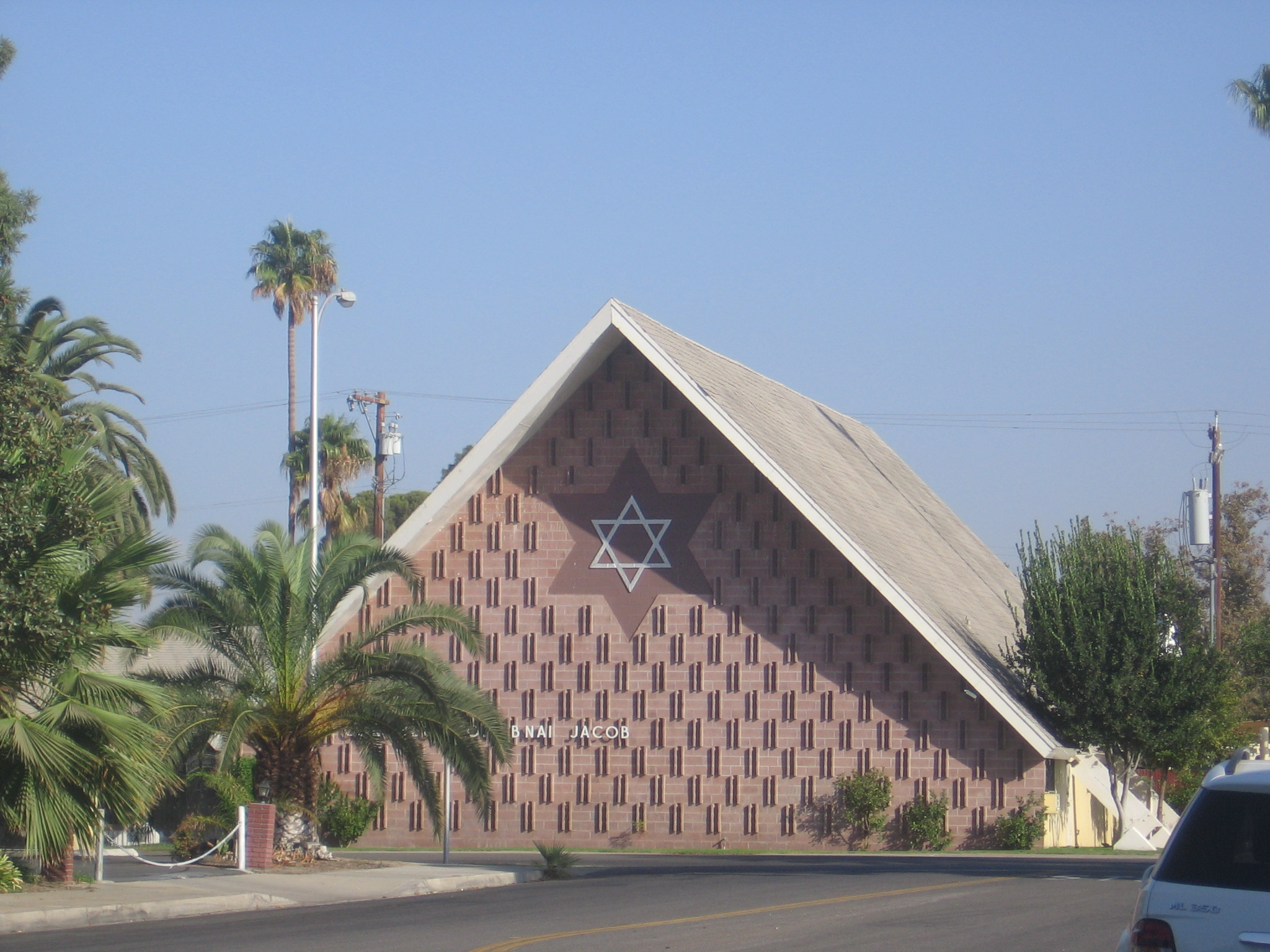
Синагога в Бейкерсфилде

Округ Керн (англ. Kern County) расположен в американском штате Калифорния, с севера примыкая к округу Лос-Анджелес. Южная часть округа фактически является пригородом Лос-Анджелесской агломерации и в значительной мере подвержена тем же процессам, что и Большой Лос-Анджелес.
Округ является одним из самых быстрорастущих районов США по численности населения, но страдает из-за нехватки воды и загрязнённого воздуха. Наибольшая плотность населения наблюдается в долине Сан-Хоакин, наименьшая — вокруг пустыни Мохаве.

## История
Испанцы начали освоение этой территории в начале 1770-х годов. Позже земли округа Керн входили в состав Мексики, власти которой всячески притесняли индейцев чумашей.
В середине XIX века в Керне преобладали шахтёрские посёлки в горах, а в долине люди не селились из-за болот и малярии. Однако в 1860-х годах переселенцы начали осушать болота, нанимая для рытья каналов китайских рабочих. В конце XIX века началось освоение нефтяных месторождений, что привело к новой волне переселенцев.
Во второй половине XX века усилилась легальная и нелегальная иммиграция латиноамериканцев из Мексики и Центральной Америки, что в итоге кардинально изменило этническую, языковую и религиозную картину округа Керн. Испаноязычные католики (латинос) значительно потеснили белых англоязычных протестантов, став в некоторых городах доминирующей группой. Например, во втором по величине городе округа — Делано — они составляют более 70 % населения, а в Бейкерсфилде — почти половину.   

## Этнические группы
По состоянию на 2000 год население округа составляло 661,6 тыс. человек. Основные этнические группы: белые – 49,4 %, латиноамериканцы – 38,4 %, афроамериканцы – 6 %, азиаты – 3,5 %, индейцы – 2,6 %, выходцы из Океании – 0,1 %. Для 66,8 % жителей округа родным является английский язык, для 29,1 % – испанский, для 1 % – тагальский.
Согласно переписи 2010 года в округе проживало 839,6 тыс. человек (+ 26,9 % по сравнению с переписью 2000 года). Основные этнические группы: белые — 59,5 % (белые не латиноамериканцы — 38,6 %), латиноамериканцы — 49,2 %, чёрные — 5,8 %, представители двух и более рас — 4,5 %, азиаты — 4,2 %, американские индейцы — 1,5 %, выходцы из Океании — 0,1 %.
Среди белых граждан округа преобладают немцы и ирландцы, имеются также англичане, итальянцы, евреи, армяне, португальцы, испанцы и баски; среди латиноамериканцев преобладают мексиканцы (43,4 %), имеются также сальвадорцы, колумбийцы и гватемальцы; среди азиатов имеются филиппинцы, индийцы, китайцы, японцы, корейцы и вьетнамцы.

## Деловая активность
В 2007 году в округе числилось более 53 тыс. фирм, из которых 24 % принадлежали испаноговорящим, 6,2 % — азиатам, 4,4 % — чернокожим, 2,3 % — индейцам, 0,2 % — выходцам из Океании.

### Занятость
Значительная часть населения округа занята в пяти главных отраслях экономики — сельском хозяйстве, нефтедобывающей отрасли, розничной торговле, сфере здравоохранения и на обслуживании военных объектов (в том числе авиабазы «Эдвардс», испытательного полигона военно-морских сил «Чайна-Лейк» и космодрома «Мохаве»).

## Культура
В округе Керн имеется большая доля испаноязычного населения, среди которого популярны телеканалы групп Univision и Telemundo.

## Крупнейшие города
Бейкерсфилд
Население – 347,5 тыс. человек (2010); основные расовые и языковые группы: белые – 56,8 % (белые не латиноамериканцы — 37,8 %), латиноамериканцы — 45,5 %, чёрные — 8,2 %, азиаты — 6,2 %, представители двух и более рас — 4,9 %, индейцы — 1,5 %, выходцы из Океании — 0,1 %. Среди белых имеются немцы, ирландцы, португальцы, армяне, арабы-копты, баски и евреи; среди латиноамериканцев преобладают мексиканцы (39,5 %), имеются также сальвадорцы (1,3 %), гватемальцы и колумбийцы; среди азиатов преобладают индийцы (2,1 %) и филиппинцы (2 %), имеются также китайцы, корейцы и японцы. Латиноамериканцы и афроамериканцы сконцентрированы в пригороде Ист-Бейкерсфилд.
Делано
Население – 53 тыс. человек (2010); основные расовые и языковые группы: латиноамериканцы — 71,5 %, белые — 36,4 %, азиаты — 12,7 %, чёрные — 7,9 %, представители двух и более рас — 3,7 %, индейцы — 0,9 %, выходцы из Океании — 0,1 %. Среди латиноамериканцев преобладают мексиканцы, среди азиатов – филиппинцы, китайцы и японцы.
Ойлдейл
Население – 32,7 тыс. человек (2010); основные расовые и языковые группы: белые — 84 %, латиноамериканцы — 19,3 %, представители двух и более рас — 4,3 %, индейцы — 1,8 %, азиаты — 1 %, чёрные — 0,8 %, выходцы из Океании — 0,1 %.
Риджкрест
Население – 27,6 тыс. человек (2010); основные расовые и языковые группы: белые – 77,4 %, латиноамериканцы — 17,9 %, представители двух и более рас — 5,7 %, азиаты — 4,4 %, чёрные — 4 %, индейцы — 1,2 %, выходцы из Океании — 0,5 %.
Уаско
Население – 25,5 тыс. человек; основные расовые и языковые группы: латиноамериканцы — 76,7 %, белые – 49,2 %, чёрные — 7,6 %, представители двух и более рас — 3,2 %, индейцы — 1,1 %, азиаты — 0,7 %, выходцы из Океании — 0,1 %.